# Shamsuddin Kayumars
Shamsuddin Kayumars, död 1290, var regerande sultan av Delhi mellan februari 1290 och juni 1290.